# Werner Wilhelm Schnabel
Werner Wilhelm Schnabel (* 12. Mai 1960 in Nürnberg) ist ein deutscher Germanist an der Friedrich-Alexander-Universität Erlangen.

## Leben
Nach dem Abitur in Nürnberg diente Schnabel bei der Bundeswehr in Nürnberg und Ulm. Von 1980 bis 1987 studierte er Geschichte, Germanistik, Soziologie und Politikwissenschaft an der Universität Erlangen, der Universität Zürich und der Universität Wien. Mit einer Doktorarbeit bei Alfred Wendehorst wurde er 1990 im Fach Bayerische und fränkische Landesgeschichte zum Dr. phil. promoviert. Von 1991 bis 1994 leitete er ein Projekt der Deutschen Forschungsgemeinschaft. Es führte zur Erstellung eines umfangreichen Stammbuchkataloges der Stadtbibliothek Nürnberg, in dem eine große deutsche öffentliche Sammlung in bis dahin nicht üblicher Erschließungsdichte bearbeitet wurde. Ab 1994 übernahm er regelmäßige Lehraufträge für Neuere deutsche Literaturwissenschaft an der Universität Erlangen. 1995 wurde er Wissenschaftlicher Angestellter im DFG-Projekt „Zincgref-Edition“. Dieses widmet sich seit den 1970er Jahren der historisch-kritischen Ausgabe der Werke von Julius Wilhelm Zincgref, einem überaus gut vernetzten und literarhistorisch einflussreichen Barockautor aus dem unmittelbaren Umfeld von Martin Opitz.
1999 wurde er Assistent, dann Oberassistent am Lehrstuhl für Neuere Deutsche Literaturwissenschaft (Theodor Verweyen) in Erlangen. 2000 habilitierte er sich. Von 2005 bis 2007 leitete er das Thyssen-Forschungsprojekt Literarischer Untergrund. Schriftstellerische Produktion in nichtakademischen Milieus des 17. bis 19. Jahrhunderts. Die Universität Erlangen ernannte ihn 2007 zum apl. Professor am Department Germanistik und Komparatistik.

## Arbeitsgebiete
1998 von ihm begründet, leitet er das Repertorium Alborum Amicorum, die weltweit umfangreichste Datenbank zum Nachweis von Stammbüchern und Stammbuchfragmenten sowie von Einzeleinträgen in privatem und öffentlichem Besitz. Betrieben wird es in enger Zusammenarbeit mit den verwahrenden Bibliotheken, Archiven und Museen sowie mit Privatsammlern in Europa und Übersee.
Schnabel forscht im Überschneidungsbereich von Literatur-, Kunst-, Kultur- und Sozialgeschichte vornehmlich des 16. und 17. Jahrhunderts. Besonderes Interesse gilt regionalen Aspekten des literarischen Lebens oder mediengeschichtlichen Kontexten. Weitere Tätigkeitsschwerpunkte hat er in der historischen Prosopographie und der Universitätsgeschichte (Universität Altdorf).

## Werke
- mit Franz Ströer (Fotos): Nürnberg : 4 Rundgänge durch Deutschlands "Schatzkästlein". Hofmann, Nürnberg 1991, ISBN 3-87191-164-X, Inhaltsverzeichnis (aktuelle 3. überarb. Auflage: Edelmann, Nürnberg 2004, ISBN 3-87191-164-X)
- (Bearb.) Georg Rusam: Österreichische Exulanten in Franken und Schwaben. 2. Aufl. Neustadt/A. 1989 (Einzelarbeiten aus der Kirchengeschichte Bayerns, 63).
- Österreichische Exulanten in oberdeutschen Reichsstädten. Zur Migration von Führungsschichten im 17. Jahrhundert. München 1992 (Schriftenreihe zur bayerischen Landesgeschichte, 101).
- Die Stammbücher und Stammbuchfragmente der Stadtbibliothek Nürnberg. Teil I: Die Stammbücher des 16. und 17. Jahrhunderts. Teil II: Die Stammbücher des 18. und 19. Jahrhunderts. Teil III: Indices. Wiesbaden 1995 (Die Handschriften der Stadtbibliothek Nürnberg, Sonderband).
- mit Ernst Rohmer / Gunther Witting (Hg.): Texte Bilder Kontexte. Interdisziplinäre Beiträge zu Literatur, Kunst und Ästhetik der Neuzeit. Heidelberg 2000 (Beihefte zum Euphorion, 36).
- Das Stammbuch. Konstitution und Geschichte einer textsortenbezogenen Sammelform bis ins erste Drittel des 18. Jahrhunderts. Tübingen 2003 (Frühe Neuzeit, 78).
- mit Hanns Christof Brennecke / Dirk Niefanger (Hg.): Akademie und Universität Altdorf. Studien zur Hochschulgeschichte Nürnbergs. Köln, Weimar, Wien 2011 (Beihefte zum Archiv für Kulturgeschichte, 69).
- mit Karl Heinz Keller / Wilhelm Veeh: Kärntner Migranten des 16. und 17. Jahrhunderts. Ein personengeschichtlicher Index. Nürnberg 2011 (gff digital – Reihe B: Personengeschichtliche Datenbanken, 1).
- mit Theodor Verweyen und Dieter Mertens (Hg.): Julius Wilhelm Zincgref: Apophthegmata teutsch. Bd. I: Text. Bd. II: Erläuterungen und Identifizierungen (= Gesammelte Schriften IV/1-2). Berlin, Boston 2011 (Neudrucke deutscher Literaturwerke, NF 57-58).
- (Hg.): Athena Norica. Bilder und Daten zur Geschichte der Universität Altdorf. Nürnberg 2012 (gff digital – Reihe A: Digitalisierte Quellen, 2).
- mit Dirk Niefanger (Hg.): Positionierungen. Pragmatische Perspektiven auf Literatur und Musik der Frühneuzeit. Hg. von Dirk Niefanger / W.W.S. Göttingen 2017 (Schriften des Frühneuzeitzentrums Potsdam, 4).
- Nichtakademisches Dichten im 17. Jahrhundert. Wilhelm Weber, „Teutscher Poet vnd Spruchsprecher“ in Nürnberg. Berlin, Boston 2017 (Frühe Neuzeit, 212).
- mit Dirk Niefanger (Hg.): Johann Klaj (um 1616-1656). Akteur – Werk – Umfeld. Berlin, Boston 2020.
- Hundert Vereinsjahre. Die Gesellschaft für Familienforschung in Franken 1921–2021. Bd. I: Ereignisse und Dokumente. Bd. II: Personen und Indices. Nürnberg 2021 (Freie Schriftenfolge der Gesellschaft für Familienforschung in Franken, 27/I–II).
- mit Victoria Gutsche und Dirk Niefanger (Hg.): Julius Wilhelm Zincgref: Deutsche Kleinschriften (= Gesammelte Schriften V). Berlin, Boston 2023 (Neudrucke deutscher Literaturwerke, NF 108).
- mit Victoria Gutsche, Jörg Krämer und Ernst Rohmer (Hg.): Theaterkultur der Frühen Neuzeit im Alten Reich. Freiburg/Br. 2024.

## Ehrenämter und Mitgliedschaften
- Vorsitzender der Gesellschaft für Familienforschung in Franken (Nürnberg)
- Stiftungsbeirat der Friedrich Frh. von Haller’schen Forschungsstiftung und der Hedwig Linnhuber – Dr. Hans Saar-Stiftung (Nürnberg)
- Wissenschaftlicher Beirat des Frankenbundes (Würzburg)
- Wahlmitglied des Zentralinstituts für Regionenforschung der Friedrich-Alexander-Universität Erlangen-Nürnberg, Sektion Franken
- Wahlmitglied der Gesellschaft für fränkische Geschichte

## Ehrungen
- Tucherscher Kulturpreis, Nürnberg (1993)